# Secqueville-en-Bessin War Cemetery
Secqueville-en-Bessin War Cemetery is een Britse militaire begraafplaats met gesneuvelden uit de Tweede Wereldoorlog gelegen in Secqueville-en-Bessin in de Franse gemeente Rots in het departement Calvados. De begraafplaats ligt 1.350 m ten oosten van het centrum van de gemeente (Église Saint-Sulpice). Ze heeft een L-vormig grondplan met een oppervlakte van 990 m². De toegang bevindt zich aan de korte zijde en het Cross of Sacrifice staat tegen de zuidelijke lange zijde van de begraafplaats. De Britse graven liggen in drie rijen in het lange gedeelte van de begraafplaats en de Duitse graven liggen in het korte gedeelte. De begraafplaats is bereikbaar via een ruw pad van 550 m door het veld. 
Er liggen 99 Britten (waarvan 1 niet geïdentificeerde) en 18 Duitsers (waarvan 2 niet geïdentificeerde) begraven.

## Geschiedenis
Het geallieerde eindoffensief in West-Europa ging van start met de landing op de stranden van Normandië op 6 juni 1944 onder de codenaam Operatie Overlord. De strijd die daarop volgde om de belangrijkste steden te veroveren waarin de Duitse troepen zich hadden verschanst, ging gepaard met hardnekkige gevechten waarbij duizenden slachtoffers vielen.
Secqueville-en-Bessin War Cemetery is een frontlijnbegraafplaats waarin de doden werden begraven die gevallen waren tijdens de opmars naar Caen. De grote meerderheid van de graven behoren tot de 15th (Scottish) en de 43rd (Wessex) Divisions. De Canadese slachtoffers die hier oorspronkelijk begraven werden zijn later naar Beny-sur-Mer Canadian War Cemetery in Reviers overgebracht.

## Onderscheiden militair
- Edward William Albert Osborn, sergeant bij het King's Royal Rifle Corps ontving de Military Medal (MM).